# Erythrolamprus reginae
Erythrolamprus reginae är en ormart som beskrevs av Carl von Linné 1758. Erythrolampruss reginae ingår i släktet Erythrolamprus och familjen snokar.
Denna orm förekommer i Sydamerika i hela Brasilien i regionen Guyana och i angränsande regioner av Venezuela, Colombia, Ecuador, Peru, Bolivia, Paraguay och norra Argentina. Arten lever i låglandet och i bergstrakter upp till 1500 meter över havet. Habitatet varierar mellan regnskogar, Atlantskogen och torra savanner. Dessutom besöks betesmarker och odlingsmark. Individerna vistas nära vattenansamlingar och de har groddjur, ödlor och gnagare som föda. Honor lägger ägg.
För beståndet är inga hot kända. Hela populationen antas vara stabil. IUCN listar arten som livskraftig (LC).

## Underarter
Arten delas in i följande underarter:
- E. r. semilineatus
- E. r. reginae
- E. r. zweifeli
- E. r. macrosoma